# Rondibilis lineaticollis
Rondibilis lineaticollis es una especie de escarabajo longicornio del género Rondibilis, tribu Acanthocinini, subfamilia Lamiinae. Fue descrita científicamente por Pic en 1922.

## Descripción
Mide 7-11 milímetros de longitud.

## Distribución
Se distribuye por China, Laos y Vietnam.